# Brandonvillers
Brandonvillers ist eine französische Gemeinde im Département Marne in der Region Grand Est. Sie hat eine Fläche von 11,73 km² und 196 Einwohner (2022).

## Geographie
Die Gemeinde liegt nahe der Quelle des Meldançon, etwa 14 Kilometer südlich der Stadt Vitry-le-François und zehn Kilometer westlich des größten französischen Stausees Lac du Der-Chantecoq. Umgeben wird Brandonvillers von den vier Nachbargemeinden: 
|        | Gigny-Bussy                                 |         |
|        | Kompassrose, die auf Nachbargemeinden zeigt | Drosnay |
| Lignon | Margerie-Hancourt                           |         |

## Bevölkerungsentwicklung

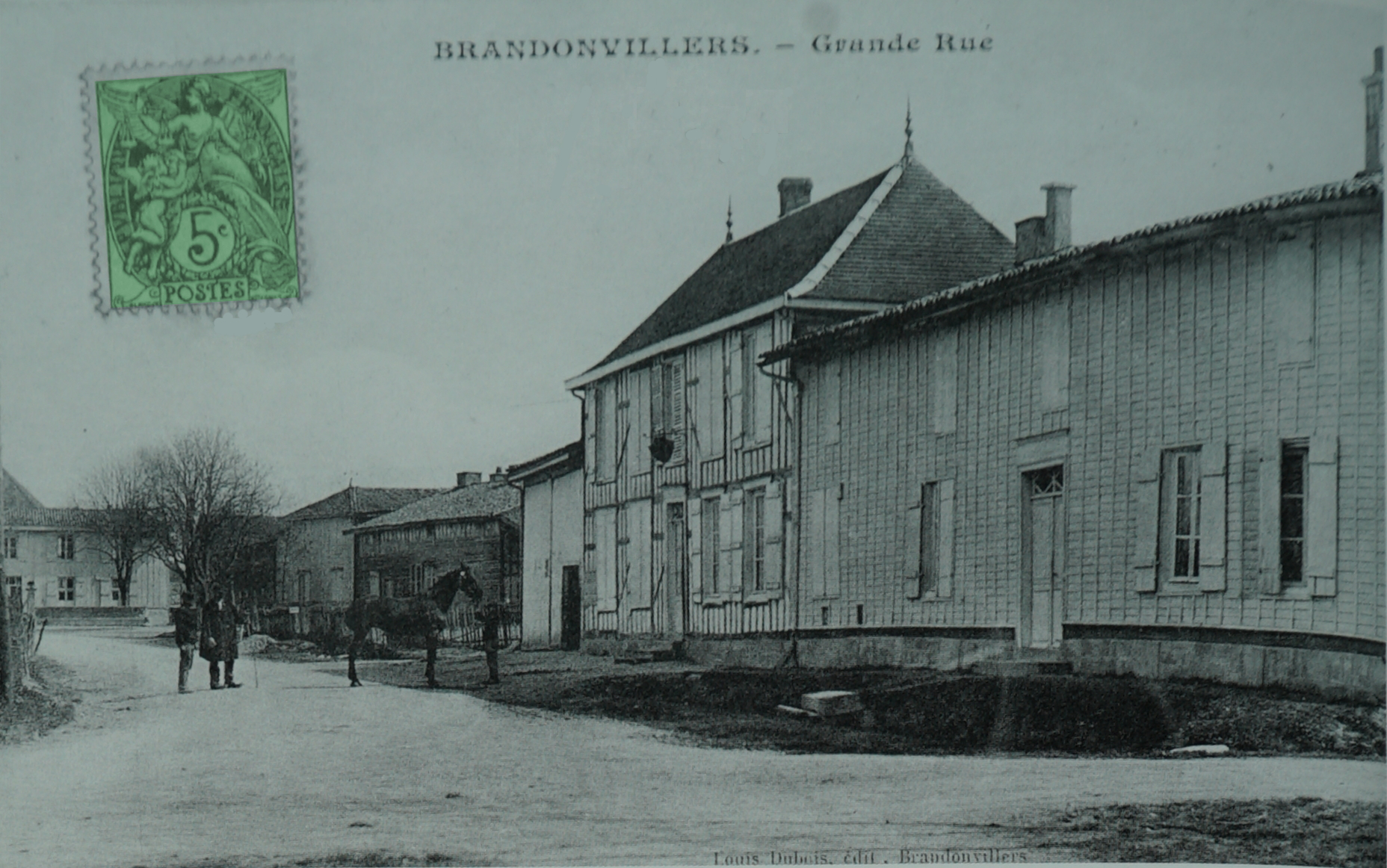
Postkarte von Brandonvillers aus dem Jahr 1907

| Jahr                       | 1962 | 1968 | 1975 | 1982 | 1990 | 1999 | 2009 | 2018 |
| -------------------------- | ---- | ---- | ---- | ---- | ---- | ---- | ---- | ---- |
| Einwohner                  | 145  | 131  | 119  | 121  | 149  | 126  | 146  | 187  |
| Quellen: Cassini und INSEE |      |      |      |      |      |      |      |      |